# Leir
Leir of Lear was volgens de legende, zoals beschreven door Geoffrey of Monmouth, koning van Brittannië van 861 v.Chr. - 801 v.Chr. Hij was de zoon van koning Bladud. William Shakespeare baseerde zijn King Lear op koning Leir.
Leir volgde zijn vader Bladud op als koning van Brittannië, en regeerde 60 jaar, het langst van alle koningen. Hij stichtte de stad Kaerleir (Leicester) bij de rivier de Soar.
Hij had, in tegenstelling tot zijn voorgangers, geen mannelijke troonopvolger, maar wel drie dochters: Goneril, Regan en Cordelia. Toen zijn einde nabij was, verdeelde hij zijn rijk tussen zijn dochters en hun echtgenoten. Goneril en Regan deden hun vaders wil, en trouwden respectievelijk de Hertog van Cornwall en de Hertog van Albany (Schotland). Zij zouden beiden een half koninkrijk erven. Cordelia weigerde haar vaders huwelijkskandidaat, en werd onterfd. Tegen de zin van haar vader huwde Cordelia Aganippus, de koning van de Franken.
Toen Leir oud werd rebelleerden de twee hertogen, en claimden de helft van het koninkrijk. Maglaurus, hertog van Albany, onderhield Leir op diens oude dag, en liet hem beschermen door 140 ridders. Goneril echter was hierop tegen en liet het aantal ridders verminderen tot 30. Leir vluchtte naar Cornwall, en Regan bracht zijn bewaking terug tot slechts 5 ridders. Toen Leir terug vluchtte naar Albany en onderhandelde met Goneril, gunde zij hem slechts één ridder.
Uit angst voor zijn dochters vluchtte Leir daarop naar Gallië, naar zijn jongste dochter Cordelia. Zij verpleegde hem, en Leir stond in Gallië in hoog aanzien. De Gallische leiders besloten hem in al zijn Britse functies te herstellen. Leir, Cordelia en Aganippus trokken met een groot leger naar Brittannië, en versloegen de hertogen en hun echtgenotes. Leir eiste de troon op, en heerste nog drie jaar tot hij stierf. Hij werd opgevolgd door zijn dochter Cordelia.
Leir werd begraven in een ondergrondse ruimte nabij Leicester. De grafkamer werd opgedragen aan de Romeinse god Janus, en elk jaar wordt zijn feestdag gevierd in de nabijheid van zijn graf.